# Secretaría General Técnica del Ministerio del Interior
La Secretaría General Técnica del Ministerio del Interior es un órgano directivo de la Subsecretaría de dicho ministerio que se encarga de la gestión de los servicios comunes del Departamento, de la asesoría jurídico-técnica, de las relaciones con el Defensor del Pueblo y de la resolución de los trámites administrativos que se le confieran.
Directamente se encarga de la coordinación y el seguimiento de la transposición de las directivas comunitarias y otros instrumentos jurídicos de la Unión Europea al ordenamiento jurídico interno que sean responsabilidad del Ministerio; la elaboración de las respuestas de los procedimientos de infracción abiertos contra España en su fase precontenciosa, y el informe de los convenios internacionales en las materias propias de la competencia de este Departamento; las funciones del Ministerio sobre transparencia; la dirección y coordinación de las oficinas de información y atención al ciudadano del Ministerio y el apoyo documental y técnico a las mismas, así como la actualización de la base de datos de información administrativa del Departamento; la dirección de la Unidad Central de Quejas y Sugerencias del Departamento y la coordinación de sus Unidades sectoriales de quejas y sugerencias; ejerce como Unidad de Igualdad y da apoyo en la coordinación de las iniciativas en materia de Gobierno abierto en el ámbito del Ministerio.

## Historia

### Etapa predemocrática
La SGT fue creada en septiembre de 1960 cuando el Departamento se denominaba Ministerio de la Gobernación. La principal razón que justificó la creación de este órgano fue el gran volumen de los servicios dependientes del Ministerio y la amplia proyección territorial que éste tenía en el territorio nacional. El mismo decreto de creación preveía la posibilidad de nombrar un vicesecretario.
En 1965 se creó en su interior la Oficina de Inversiones los gabinetes de los que se componía la SGT cambiaron su denominación. A partir de 1970, el Archivo General y la Biblioteca General del Ministerio se adscribieron a la SGT para una mayor dirección y coordinación.
La última reforma del periodo franquista se produjo en abril de 1974. Mediante esta reforma se estructuró la SGT en una vicesecretaría con las funciones de organización y métodos, formación y perfeccionamiento de personal, información administrativa y relaciones públicas; la subdirección general de Estudios y Documentación; y la subdirección general de Informes y Coordinación. Además, todas las subdirecciones y servicios de otros órganos con competencias de documentación, estudio y organización, información y enseñanza dependían funcionalmente de la SGT.

### Democracia
Con la transición democrática llegó un lavado de imagen institucional, que en el Departamento de la Gobernación se tradujo en un cambio de denominación en 1977 a Interior ( que ya la tuvo en 1834). En 1980 se creó en la subdirección general de Estudios y Documentación un Centro de Estudios de Protección Ciudadana.
Otra reforma acaeció en 1990, asumiendo la SGT la gestión del Registro de Asociaciones que antes tenía la DGPI. Mantuvo asimismo la vicesecretaría y se estructuró mediante las subdirecciones generales de Informes y Coordinación (que apoyaba principalmente la labor de los órganos del Ministerio en los órganos colegiados del Gobierno), de Estudios y de Recursos (para recursos administrativos). En 1993 asumió las funciones que anteriormente ejercía el Gabinete Técnico de la Comisión Nacional del Juego.
En 1996, una profunda reforma del Departamento del Interior fusionó las subdirecciones generales de Prensa, Relaciones Sociales y Documentación Informativa, y de Información y Atención al Ciudadano dando lugar a la Subdirección General de Atención al Ciudadano y de Asistencia a las Víctimas del Terrorismo que se adscribió a la SGT.
Sin embargo, la reforma más relevante fue la sufrida en diciembre de 1998. Este año se reformó el Estatuto de la Gerencia de Infraestructuras de la Seguridad del Estado que aprovechó para modificar las estructuras del Departamento de Interior. En la SGT se suprimió la subdirección general de Informes y Relaciones Institucionales asumiendo la Vicesecretaría esas funciones y se creó una subdirección de Estudios y Relaciones Institucionales que asumió competencias sobre asociaciones, juego, asuntos taurinos, el Archivo General, la Biblioteca, publicaciones y los servicios de documentación. Esta reforma permitió en los años siguientes el desarrollo de una normativa de modernización del Archivo General que culminó con la creación de secciones específicas para las direcciones generales encargadas de las FFCCSE.
En 2006, con la creación de la Dirección General de Apoyo a Víctimas del Terrorismo (DGAVT) se suprimió la Subdirección General de Atención al Ciudadano y de Asistencia a las Víctimas del Terrorismo. En 2011 la SGT continuó reduciendo su ámbito competencial al perder las responsabilidades sobre el juego que las traslado al Ministerio de Economía y Hacienda y sobre los asuntos taurinos que pasaron al Ministerio de Cultura. En 2013 se le otorgan las competencias del Departamento que prevé la Ley de Transparencia.

## Estructura y funciones
La Secretaría General Técnica está integrada por las siguientes unidades con nivel orgánico de subdirección general, a través de las cuales ejerce sus competencias:
- La Vicesecretaría General Técnica, a la que el corresponde el informe preceptivo, la tramitación y la elaboración de los anteproyectos de ley y los proyectos de disposiciones generales en las materias propias del Departamento y la gestión de su publicación cuando así se le encomiende expresamente, y el asesoramiento a los altos cargos respecto de la aplicación normativa; la elaboración de estudios e informes y la preparación de la documentación sobre cuantos asuntos sean sometidos a la deliberación del Consejo de Ministros, de las Comisiones Delegadas del Gobierno y de la Comisión General de Secretarios de Estado y Subsecretarios; la coordinación de las propuestas del Departamento para el Plan Anual Normativo, así como la coordinación del informe anual de evaluación normativa y de cumplimiento de las propuestas incluidas en dicho Plan; la coordinación de las relaciones del Departamento con el Defensor del Pueblo; el seguimiento de los actos y disposiciones de las comunidades autónomas, las relaciones de cooperación con éstas, y la coordinación de las relaciones de los diferentes órganos directivos del Departamento con las Administraciones autonómicas y del proceso de transferencias de dichos órganos directivos, en las materias de la competencia de este Ministerio; y la tramitación de los convenios, encomiendas de gestión y otros instrumentos de colaboración que hayan de suscribirse por el Ministerio o sus organismos dependientes.
- La Subdirección General de Recursos, Reclamaciones y Relaciones con los Tribunales, que asume la tramitación y propuesta de resolución de los recursos administrativos y de los procedimientos de revisión de oficio de los actos administrativos; la tramitación y propuesta de resolución de reclamaciones de responsabilidad patrimonial de la Administración; y la sustanciación y propuesta de resolución de los conflictos de atribuciones entre órganos del Departamento.
- La Subdirección General de Asociaciones, Archivos y Documentación, encargada de la gestión del Registro Nacional de Asociaciones, la inscripción de las asociaciones de ámbito estatal, así como la instrucción de los expedientes y la formulación de las propuestas necesarias para la declaración de utilidad pública de asociaciones; la coordinación y realización de las estadísticas del Departamento, sin perjuicio de las competencias de los distintos órganos superiores y directivos, así como del Instituto Nacional de Estadística; la propuesta de programa editorial del Departamento, así como la edición y distribución de sus publicaciones; la organización y dirección de las bibliotecas y centros de documentación del Departamento; la dirección y coordinación del Sistema de Archivos del Ministerio del Interior, constituido por el Archivo General, las Secciones de él dependientes y los demás archivos de gestión, así como del archivo electrónico único del Departamento; las relaciones con la Comisión Superior Calificadora de Documentos Administrativos y la presidencia de la Comisión Calificadora de Documentos Administrativos del Departamento; así como contribuir a impulsar la implantación de la administración electrónica mediante el cumplimiento y desarrollo de los dictámenes de la Comisión Superior Calificadora de Documentos Administrativos en materia de eliminación y transferencia de documentos, y mediante la elaboración de la política de gestión de documentos electrónicos del Departamento, coordinando su consolidación a través de la Comisión Calificadora de Documentos Administrativos.